# Black Crater Trail
Le Black Crater Trail est un sentier de randonnée américain dans le comté de Siskiyou, en Californie. Il est entièrement situé au sein du Lava Beds National Monument, où il permet d'atteindre le Black Crater depuis la Volcanic Legacy Scenic Byway.